# イムラーン家 (クルアーン)
『イムラーン家』とは、クルアーンにおける第3番目の章（スーラ）。200の節（アーヤ）から成る。
スーラの冒頭に3つの文字、Muqatta'at（神秘文字とも）が置かれている計29スーラのうちの一つ。

## 章名
章名、آل عمران （アーリ・イムラーン）は、第33-62節でイムラーンー族について概説していることにちなんでとられている。
イムラーンとは、イエス・キリストの母マリア（マルヤム）の父とされるが、同時に「ムーサーの父」という見解もある

## 内容と背景
この章の背景には、メディーナ市内のユダヤ教徒の不穏な動静とウフドの戦いの敗戦がある。ムハンマドの率いる軍勢はバドルの戦いでマッカ勢に勝利したが、ウフドの戦いでは軍紀違反から手痛い敗北を喫し、多くの若者を失った。
この章はイムラーンからイーサー（イエス）に至るイムラーン家を概説するほか、ウフドの戦いについてふれ、アッラーのために戦って命を落とした者たちはアッラーの恩寵の元に安らいでおり、アッラーに帰依する者には楽園が用意され、啓典の民（ユダヤ教徒とキリスト教徒）でもアッラーに謙虚に仕える者は報いられるが、不信仰の人々にはやがて恐ろしい懲罰が用意されていることが語られる。

## アラビア語による『イムラーン家章』全文
- アル・クルアーン第3章 『 آل عمران アーリ・イムラーン（イムラーン家）』